# Motorfahrzeug-Werke Heinle & Wegelin
Motorfahrzeug-Werke Heinle & Wegelin war ein deutscher Hersteller von Kraftfahrzeugen.

## Unternehmensgeschichte
Das Unternehmen aus Augsburg-Oberhausen produzierte bereits seit 1890 Fahrräder. 1898 begann die Produktion von Automobilen. Die Markennamen lauteten Heinle & Wegelin und Vindelica. Ende 1900 endete die Produktion, als die Insolvenz begann. Erst 1903 wurde das Unternehmen gelöscht.

## Fahrzeuge

### Markenname Heinle & Wegelin

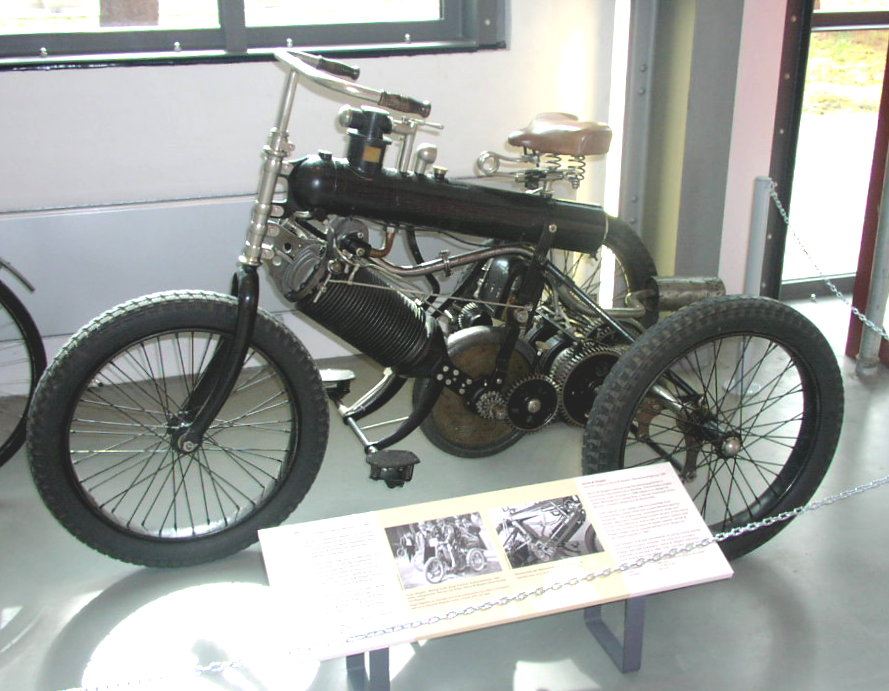
Heinle & Wegelin Motordreirad

Unter diesem Markennamen entstanden Motordreiräder, die den Dreirädern von De Dion-Bouton ähnelten. Konstrukteur des Fahrzeugs war Oskar Blessing, basierend auf einem Entwurf von Ludwig Rüb, der zuvor schon Motorräder unter seinem Namen herstellte. Heinle & Wegelin präsentierten ein Fahrzeug auf der Motorwagen-Ausstellung, die vom 17. bis zum 24. September 1898 in Düsseldorf stattfand, wenngleich es nicht als offizielles Ausstellungsstück zu betrachten war. Dieses Fahrzeug wird als zweisitzig beschrieben. Der Motor leistete 2 PS. 
Die Serienmodelle hatten einen Einzylinder-Viertaktmotor mit Luftkühlung, der 1,5 PS leistete. Hinter dem vorderen Sattel war wahlweise ein zweiter Sattel oder eine Rücksitzbank. Das Fahrzeug war 200 cm lang, 100 cm breit und 85 cm hoch. Das Leergewicht war mit 150 kg angegeben. Erhältlich waren Anhänger für Personen, Gepäck oder als Krankenwagen.
Ein Fahrzeug ist erhalten geblieben und im Verkehrszentrum des Deutschen Museums in München ausgestellt.

### Markenname Vindelica
Unter diesem Markennamen entstanden vierrädrige Kleinwagen mit zwei Sitzen. Für den Antrieb sorgte ein Motor mit 3,5 PS (2,6 kW), der seine Kraft über ein Dreiganggetriebe an die Hinterräder abgab. Im Vereinigten Königreich wurden diese Wagen als Liliput angeboten.